# Rufin Lué
Rufin Lué (Costa de Marfil, 5 de enero de 1968) es un exfutbolista de Costa de Marfil que jugaba en la posición de defensa.

## Carrera

### Club
Jugó toda su carrera con el Africa Sports National de 1987 a 2000, con el que fue campeón nacional de liga en cinco ocasiones, ganó tres copas nacionales, cinco títulos de supercopa, dos ediciones de la Recopa Africana y una supercopa de la CAF.

### Selección nacional
Jugó para Costa de Marfil en 31 ocasiones de 1987 a 1997, participó en la Copa Rey Fahd 1992 y en cuatro ediciones de la Copa Africana de Naciones.

## Logros

### Club
- Primera División de Costa de Marfil (5): 1987, 1988, 1989, 1996, 1999
- Copa de Costa de Marfil (3): 1989, 1993, 1998
- Coupe Houphouët-Boigny (5): 1987, 1988, 1989, 1991, 1993
- Recopa Africana (2): 1992, 1999
- Supercopa de la CAF (1): 1992
- Campeonato de Clubes de la WAFU (1): 1991

### Selección nacional
- Copa Africana de Naciones (1): 1992